# 兵庫県道395号曽根魚橋線
兵庫県道395号曽根魚橋線（ひょうごけんどう395ごう そねうおはしせん）は、兵庫県高砂市を通る一般県道である。

## 概要
高砂市曽根町から高砂市阿弥陀町阿弥陀に至る。

### 路線データ
- 起点：高砂市曽根町（松陽交差点、兵庫県道718号明石高砂線交点）
- 終点：高砂市阿弥陀町阿弥陀（阿弥陀交差点、国道2号交点）
- 総延長：1.967 km

## 路線状況

### 道路施設

#### 橋梁
- 鹿島陸橋（山陽本線、高砂市）

## 地理

### 通過する自治体
- 高砂市

### 交差する道路
| 交差する道路                     | 交差する場所   | 交差する場所        |
| -------------------------------- | -------------- | ------------------- |
| 兵庫県道718号明石高砂線          | 曽根町         | 松陽交差点 / 起点   |
| 国道2号 / 姫路バイパス 国道250号 | 中筋4丁目      | 中筋交差点          |
| 国道2号                          | 阿弥陀町阿弥陀 | 阿弥陀交差点 / 終点 |

### 交差する鉄道
- 山陽新幹線
- 山陽本線

### 沿線
- 高砂市立松陽中学校
- 高砂市立阿弥陀小学校